# Nova Tebas
Nova Tebas es un municipio brasileño del estado de Paraná. En 2010 el Instituto Sangari, en el mapa de la violencia de 2010 del país, indica el municipio como el segundo más violento del Brasil. 

## Geografía
Posee un área de 545,693 km² representando 0,2738 % del estado, 0,0968 % de la región y 0,0064 % de todo el territorio brasileño. Se localiza a una latitud 24°26'16" sur y a una longitud 51°56'42" oeste, estando a una altitud de 650 m. Está localizada a 400 kilómetros de la capital, 120 de Guarapuava y 84 de Campo Mourão.

### Demografía
Datos del Censo - 2000
Población total: 9.476
- Urbana: 3.164
- Rural: 6.312
- Hombres: 4.980
- Mujeres: 4.496

Índice de Desarrollo Humano (IDH-M): 0,689
- IDH-M Salario: 0,574
- IDH-M Longevidad: 0,728
- IDH-M Educación: 0,766

Población estimativa en 2007 8.317

### Hidrografía
Los ríos principales son el río Muquilão que hace límite con las ciudades de Roncador y Iretama, el río Taquaruçu con la ciudad de Pitanga y el río Corumbataí que hace límite con las ciudades de Manoel Ribas, Arapuã y Jardim Alegre.